# Hetty Pettigrew
Harriet Selina Pettigrew, generalmente conocida como Bessie o Hetty  Pettigrew (Portsmouth, Reino Unido, 9 de octubre de 1867-1953), fue una cotizada modelo y escultora británica, hermana de las también modelos Rose y Lily Pettigrew, y amante del pintor Theodore Roussel, a quien conoció en 1884 y con el que tuvo una hija, Iris, nacida hacia 1900 (cuando muere la esposa de Roussel en 1909, contrae segundas nupcias con Ethel Melville, viuda del acuarelista escocés Arthur Melville, en 1914).

## Datos biográficos

Edward Linley Sambourne. Hetty Pettigrew hacia 1890.

Hetty fue una de los doce hijos (nueve varones y tres hembras) de William Joseph Pettigrew, cortador de corcho, y Harriet Davis, que ayudaba a la casa con trabajos de costurera.
Hacia 1882, tras el repentino fallecimiento de su padre, con quince años, marcha a Londres con su madre y sus dos hermanas menores, donde se introducen en el mundo artístico, llegando a ser modelos de pintores como James McNeill Whistler, William Holman Hunt, John Everett Millais (quien las describe como «tres gitanillas»), John William Godward y otros.

Nos pusimos de moda entre los artistas. Muchos hasta intentaban sobornarnos para lograr que posáramos para ellos; pero éramos demasiado orgullosas para caer en esa clase de argucias. Rara era la exposición en que no había algún retrato de «las bellas señoritas Pettigrew», como nos llamaban. Nunca posamos por menos de media guinea al día, lo que, en aquellos tiempos de estrecheces, era mucho dinero.

Rose Pettigrew.

Rose la describe así:

Pelo liso y suave, bruñido como una castaña, piel gloriosa y grandes ojos color avellana.

Posteriormente, se dedica a la escultura: expone en el Royal Glasgow Institute of Fine Arts, se relaciona con los escultores Hamo Thornycroft y John Tweed. Muere en 1953.

## Obras en las que aparece (relación incompleta)
| Obra | Título                                   | Autor                  | Fecha        | Técnica                                           | Dimensiones      | Localización                               | Observaciones                                                                                       |
| ---- | ---------------------------------------- | ---------------------- | ------------ | ------------------------------------------------- | ---------------- | ------------------------------------------ | --------------------------------------------------------------------------------------------------- |
|      | An Idyll of 1745                         | John Everett Millais   | 1884         | Óleo sobre lienzo                                 | 140 x 191 cm     | Lady Lever Art Gallery, Liverpool          | A la derecha de la escena, aparecen las tres hermanas                                               |
|      | Joven leyendo                            | Theodore Roussel       | 1886-1887    | Óleo sobre lienzo                                 | 152,4 x 161,3 cm | Tate, Londres                              | |
|      | Dora                                     | John William Godward   | 1887         | Óleo sobre lienzo                                 | 30,5 x 25,4 cm   |                                            | Firmado: J W GODWARD 87 Inscripción en el reverso: J W Godward 7 Wilton Road Wimbledon Dora         |
|      | Desnudo de muchacha acostada (estudio)   | Theodore Roussel       | c. 1890      | Grabado a punta seca                              |                  | Instituto de Arte de Chicago               | |
|      | Desnudo de mujer dormida (estudio)       | Theodore Roussel       | 1890         |                                                   |                  |                                            | |
|      | Study from the Nude of a Girl Standing   | Theodore Roussel       | 1890         | Grabado a punta seca                              | 12,1 x 8 cm      | The British Museum, Londres                | Firmado: Theodore Roussel                                                                           |
|      | Waiting for the Procession               | John William Godward   | 1890         | Óleo sobre lienzo                                 | 107,3 x 71,1 cm  | Col. particular                            | Probables retratos de Hetty y Lily Pettigrew                                                        |
|      | Study from the Nude Figure Reclining     | Theodore Roussel       | 1890-1894    | Litografía                                        | 19,5 x 24,5 cm   | The British Museum, Londres                | Firmado: Theodore Roussel                                                                           |
|      | The Sleeper The Sleeping Model           | Theodore Roussel       | 1890-1897    | Grabado a punta seca, aguafuerte y lápiz de color | 13 x 17,8 cm     |                                            | Firmado: Theodore Roussel Inscripción en el reverso: to Hetty                                       |
|      | Draped Figure Reclining                  | James McNeill Whistler | c. 1891-1893 | Tinta sobre papel japonés crema                   | 21,5 x 31 cm     | Hunterian Museum and Art Gallery, Glasgow  | |
|      | Miss Hetty Pettigrew (medalla)           | Hamo Thornycroft       | 1892         | Bronce dorado                                     | Ø 11,5 cm        | Hunterian Museum and Art Gallery, Glasgow  | Inscripción en el anverso: MISS HETTY PETTIGREW MDCCCLXXXXII [sic] HT                               |
|      | Árabe                                    | James McNeill Whistler | c. 1892      | Lápiz pastel sobre papel marrón                   | 18,1 × 27,94 cm  | Hunterian Museum and Art Gallery, Glasgow  | |
|      | Desnudo reclinado Venus                  | James McNeill Whistler | c. 1892-1893 | Tinta china sobre papel verjurado crema           | 18,7 x 26,5 cm   | Hunterian Museum and Art Gallery, Glasgow  | |
|      | Flesh Colour and Silver The Card Players | James McNeill Whistler | c. 1895      | Óleo sobre tabla                                  |                  | Hunterian Museum and Art Gallery, Glasgow  | Versión de 1898, aprox. Esta vez, las modelos fueron las hermanas Eva y Gladys Carrington           |
|      | Travesura y reposo (transparencias)      | John William Godward   | 1895         | Óleo sobre lienzo                                 | 60,6 x 133 cm    | The Getty Center, Los Ángeles (California) | Hetty (izda.) y Lily Pettigrew Firmado y fechado en el ángulo superior izquierdo: J. W. GODWARD '95 |
|      | Claroscuro La bufanda dorada Perfil      | Theodore Roussel       | c. 1900      | Óleo sobre lienzo                                 | 62 x 46 cm       | Col. particular                            | |
|      | Figure of a Woman Crouching              | Theodore Roussel       | 1906         | Grabado a punta seca                              | 17,6 x 12,6 cm   | The British Museum, Londres                | |
|      | La alcoba                                | Theodore Roussel       | 1906         | Grabado a punta seca                              | 12,7 x 17,6 cm   | The British Museum, Londres                | Otras versiones de 1906                                                                             |
|      | Nude Figure Lying Down                   | Theodore Roussel       | 1906         | Grabado a punta seca                              | 9,8 x 14,7 cm    | The British Museum, Londres                | Firmado: Theodore Roussel                                                                           |
|      | Portrait of Miss Hetty Pettigrew         | Theodore Roussel       | 1908         | Grabado a punta seca                              | 26,1 x 14,8 cm   | The British Museum, Londres                | Firmado: Theodore Roussel                                                                           |

| Obra | Descripción                                               | Fecha   | Dimensiones  |
| ---- | --------------------------------------------------------- | ------- | ------------ |
|      | Hetty Pettigrew.                                          | c. 1890 |              |
|      | Hetty Pettigrew en el estudio de Whistler.                | 1891    |              |
|      | Hetty Pettigrew en el estudio de Whistler.                | 1891    |              |
|      | Hetty (izda.) y Lily Pettigrew en el estudio de Whistler. | 1891    | 19 × 12,5 cm |
|      | Hetty (izda.) y Lily Pettigrew en el estudio de Whistler. | 1891    |              |
|      | Hetty (izda.) y Lily Pettigrew en el estudio de Whistler. | 1891    |              |
|      | Hetty (izda.) y Lily Pettigrew en el estudio de Whistler. | 1891    |              |
|      | Hetty (izda.) y Lily Pettigrew en el estudio de Whistler. | 1891    | 19 × 12,5 cm |